# Kinseyjeva ljestvica
Kinseyeva ljestvica je jedan od prvih pokušaja brojevnog označavanja seksualne orijentacije kod ljudi. Ljestvica ima sedam stupnjeva od nultog, koji označava izričito heteroseksualnog pojedinca do šestog stupnja koji označava izričito homoseksualnog, dok se u sredini ljestvice (3. stupanj) nalaze biseksualne osobe. Prvi ju je put objavio Alfred Kinsey i njegovi suradnici 1948. godine, u svom djelu Sexual Behavior in the Human Male poznatom kao "prvi Kinseyjev izvještaj", koju je kasnije razradio i u svom drugom izvještaju, Sexual Behavior in the Human Female.
Predstavljajući svoju ljestvicu, Kinsey je zabilježio:
Kinsey je naglašavao da svaki pojedinac može mijenjati stupanj na ljestvici, tj. svoju spolnu orijentaciju, ovisno o životnoj dobi i drugim faktorima.
U tablici niže prikazana je Kinseyjeva ljestvica:
| stupanj | značenje                                                       |
| ------- | -------------------------------------------------------------- |
| 0       | izričito heteroseksualno                                       |
| 1       | većinom heteroseksualno, samo slučajno homoseksualno           |
| 2       | većinom heteroseksualno, ali češće nego slučajno homoseksualno |
| 3       | podjednako heteroseksualno i homoseksualno                     |
| 4       | većinom homoseksualno, ali češće nego slučajno heteroseksualno |
| 5       | većinom homoseksualno, samo slučajno heteroseksualno           |
| 6       | izričito homoseksualno                                         |

## Povijest
Alfred Kinsey, tvorac Kinseyjeve ljestvice, poznat je kao "otac seksualne revolucije". Kinseyjeva ljestvica stvorena je kako bi pokazala kako se seksualnost ne uklapa u dvije stroge kategorije: homoseksualnu i heteroseksualnu. Umjesto toga, Kinsey je vjerovala da je seksualnost fluidna i da se vremenom može promijeniti.
Umjesto da koristi sociokulturne oznake, Kinsey se prvenstveno služio procjenama ponašanja kako bi ocijenio pojedince na ljestvici. Kinseyjeva prva ljestvica imala je trideset kategorija koje su predstavljale trideset različitih studija slučaja, ali njegova konačna ljestvica ima samo sedam kategorija. Tijekom njegovog istraživanja obrađeno je preko 8000 intervjua.
Predstavljajući ljestvicu, Kinsey je napisao:

## Rezultati
Prema Kinseyevim istraživanjima rezultati su bili sljedeći:
- Muškarci: 11,6 % bijelih muškaraca od 20 do 35 godina dalo je ocjenu 3 na Kinsijevoj ljestvici za ovo razdoblje njihovog života.[8]
- Žene: 7% neudatih žena od 20 do 35 godina i 4% razvedenih žena od 20 do 35 godina dalo je ocjenu 3 na Kinsijevoj ljestvici za ovo razdoblje njihovog života.[9] Od 2 do 6% žena od 20 do 35 godina dalo je ocjenu 5,[10] a od 1 do 3% neudatih žena od 20 do 35 godina dalo je ocjenu 6.[11]

## Vanjske poveznice
- Mrežne stranice Kinseyevog instituta  Arhivirana inačica izvorne stranice od 2. siječnja 2014. (Wayback Machine)
- Kinseyjeva ljestvica  Arhivirana inačica izvorne stranice od 2. siječnja 2014. (Wayback Machine)